# Евер
Евер, також Евере (нід. Evere МФА: [ˈeːvərə] вимоваⓘ, фр. Evere МФА: [eˈvɛːʁ]) — одна з 19 комун Брюссельського столичного регіону. Займає площу 5,02 км ². Населення комуни становить 36492 особи (2011 рік).

## Історія
Найраніші письмові згадки про Евере відносяться до ХІІ століття, у письмових текстах цього часу Евере згадується під назвою Everna або Everne. За свою історію Евере знаходився у власності багатьох різноманітних вельмож, першим відомим з них був такий собі Анрі де Баутерсем (Henri de Boutersem), відомий з документу 1298 року. Родина Валкіерсів (Walckiers) заволоділа цим селом 1772 року і володіла ним до падіння «старого режиму», який було повалено під час Великої французької революції. 1795 року Евере отримав статус комуни.
Протягом всього XIX століття Евер залишався сільськогосподарським передмістям Брюсселю. Його господарства були відомі своїми турнепсом і редисом. У середині XIX століття тутешні фермери були одними з перших в регіоні, хто почав вирощувати цикорій.
1900 року тут проживало близько 3800 мешканців. 1915 року під час Першої світової війни, німецькою армією тут було збудовано аеродром, що дістав назву Турноіфельд (Ternooiveld — турнірне поле) через те, що син короля Філіп ІІ відвідав тут лицарський турнір у 1549 році. Після війни аеродром використовувався бельгійською армією і державною авіакомпанією Sabena. Починаючи з 1925 року звідси відбувалися польоти до Бельгійського Конго, а 1927 року 200000 бельгійців зустрічали тут відомого американського льотчика Чарльза Ліндберга, що прилетів сюди на своєму літаку «Spirit of Saint-Louis», що саме на ньому він нещодавно здійснив перший трансатлантичний політ від Нью-Йорку до Парижа.
Під час Другої світової війни аеропорт знову використовувався військами Німеччини. Його було закрито 1950 року.

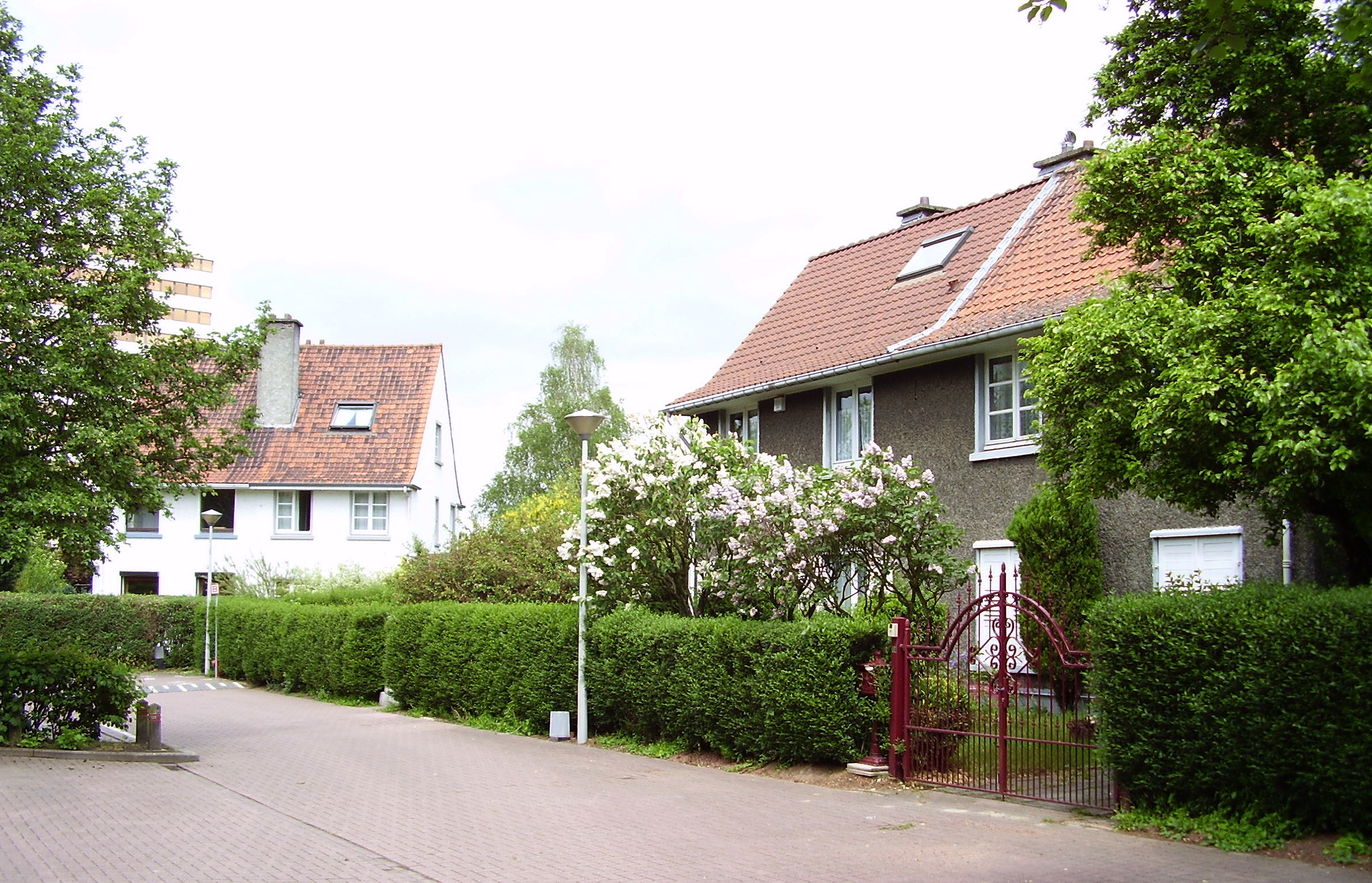
«Місто-сад» у Евері, 1922 рік.

Між двома світовими війнами населення Еверу зросло. Це відбулося завдяки наявності тут аеродрому й будівництву житла, зокрема «міста-саду» (нід. Tuinbouw, фр. le Tuinbouw) за проектом архітектора Ж.-Ж. Егерікса (нід. Жан-Жуль Егерікс). Напередодні Другої світової війни населення комуни зросло до 14000 чоловік.
Після війни у Евері з'явилися нові бульвари, а також були збудовані промислові об'єкти.
Характерною особливістю Евера є те, що за переписом 1947 року поміж 19 комун, що утворюють тепер Брюссельський столичний регіон, він виявився єдиною комуною, де фламандськомовна частина населення кількісно домінувала над франкомовним населенням.

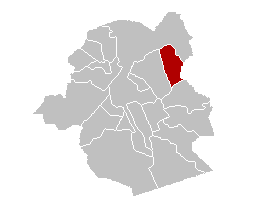
Евер на карті Брюссельського столичного регіону.

## Населення
- 1900 рік — 3800 чоловік.[4]

| Рік | 1990  | 1995  | 2000  | 2005  | 2007  | 2008  | 2009  | 2010  | 2011  |
| --- | ----- | ----- | ----- | ----- | ----- | ----- | ----- | ----- | ----- |
| Населення | 29685 | 29819 | 31348 | 33069 | 34128 | 34727 | 35372 | 35803 | 36492 |
| Джерело: Населення Бельгії у 1990—2011 роках. на сайті Головної дирекції статистики і економічної інформації уряду Бельгії. |       |       |       |       |       |       |       |       |       |

| Країна походження | Населення |
| ----------------- | --------- |
| Бельгія           | 27693     |
| Марокко           | 656       |
| Франція           | 607       |
| Італія            | 766       |
| Іспанія           | 325       |
| Португалія        | 254       |
| Туреччина         | 196       |
| Інші              | 2075      |
| Разом             | 32572     |

| Країна походження | Населення |
| ----------------- | --------- |
| Бельгія           | 28279     |
| Марокко           | 660       |
| Франція           | 683       |
| Італія            | 763       |
| Іспанія           | 388       |
| Португалія        | 343       |
| Туреччина         | 289       |
| Польща            | 387       |
| Конго             | 367       |
| Румунія           | 275       |
| Разом             | 34727     |